# Donnie Wahlberg
Donald Edmond „Donnie” Wahlberg Jr. (ur. 17 sierpnia 1969 w Bostonie) – amerykański aktor, piosenkarz, producent muzyczny, brat Roberta Wahlberga i Marka Wahlberga, również aktorów.

## Życiorys
Urodził się w Dorchester, dzielnicy Bostonu, w stanie Massachusetts. Jego matka Alma Elaine (z domu Donnelly) była urzędniczką bankową i pomocą pielęgniarską i była spokrewniona z pisarzem Nathanielem Hawthorne, natomiast ojciec Donald Edmond Wahlberg, Sr. był kierowcą dostawcą. Wychowywał się z pięcioma braćmi: Arthurem, Jamesem, Paulem, Roberta George „Boba” (ur. 18 grudnia 1967) i Markiem (ur. 5 czerwca 1971) oraz trzema siostrami: Tracey, Michelle i Debbie (zm. 2003). Jego ojciec był pochodzenia szwedzkiego i irlandzkiego, natomiast matka – irlandzkiego, francusko-kanadyjskiego i angielskiego. W 1982 roku, gdy miał trzynaście lat, jego rodzice rozwiedli się; po rozwodzie został z matką. Uczęszczał do William Monroe Trotter School i Copley High School.
Jego przygoda ze sztuką zaczęła się bardzo wcześnie, już jako chłopiec brał udział w różnych projektach muzycznych oraz tańczył breakdance na przedmieściach Bostonu. W 1984 wypatrzył go producent muzyczny, Maurice Starr, którego mały Donnie zachwycił na poczekaniu ułożoną rapowaną piosenką z mnóstwem przekleństw. Tak właśnie wyglądają początki New Kids on the Block. Donnie zaprosił do współpracy swoich znajomych ze szkoły: Danny’ego Wooda oraz utalentowanych braci Jordana i Jonathana Knightów, o których było wiadomo, że śpiewają w chórze kościelnym. Po niedługim czasie do grupy dołączył Joey McIntyre.
Donnie miał duży wpływ na muzyczny kształt dokonań New Kids on the Block, już na pierwszej płycie z 1986 napisał teksty do kilku utworów, natomiast płytę Face The Music w całości wyprodukował wraz z Dannym i Jordanem. Zajął się również wyprodukowaniem dwóch płyt Marka Music For The People i You Gotta Believe, na których też gościnnie wystąpił jako Donnie D. Po rozpadzie zespołu Donnie pomógł w produkcji solowych albumów swoich przyjaciół z zespołu, zwłaszcza „Stay The Same” Joeya McIntyre’a z 1999 roku.
W 1996 zagrał drugoplanową rolę w dreszczowcu Okup (Ransom) u boku Mela Gibsona.
20 sierpnia 1999 roku ożenił się z Kimberly „Kim” Fey. Ma dwóch synów: Xaviera Alexandra Wahlberga (ur. 4 marca 1993) i Hendriksa Wahlberga (ur. 20 sierpnia 2001). 13 sierpnia 2008 Kim i Donnie rozwiedli się.
31 sierpnia 2014 poślubił Jenny McCarthy, modelkę i aktorkę, Playmate „Playboya”.

## Filmografia

### Filmy
Zadebiutował jako aktor rolą Big Ballsa w filmie Bullet z 1996 Juliana Temple’a.
- Okup (1996) jako Cubby Barnes
- Powrót do Bostonu (1997)
- Black Circle Boys (1997) jako Greggo
- Wyliczanka (1998)
- Przedsionek piekła (1999)
- Szósty zmysł (1999) jako Vincent Grey
- Diamentowy człowiek (2000) jako Bobby Walker
- Triggermen (2002) jako Terry Malloy
- Łowca snów (2003) jako Douglas ‘Duddits’ Cavell
- Marilyn Hotchkiss’ Ballroom Dancing and Charm School (2005)
- Piła II (2005) jako Eric Mathews
- Annapolis (2006)
- Piła III (2006) jako Eric Mathews
- Śmiertelna cisza (2007) jako Jim Lipton
- Piła IV (2007) jako Eric Mathews
- Królowie South Beach (2007) jako Andy Burnett
- Zawodowcy (2008) jako detektyw Riley
- Real Men Cry (2008), jako detektyw Moran
- Piła V (2008) jako Eric Mathews

### Seriale
- Kancelaria adwokacka jako Patrick Rooney (1 odcinek, 2000)
- Zbrodnie Nowego Jorku jako Chris Scott (7 odcinków, 2001)
- Kompania braci jako C. Carwood Lipton (2001)
- UC: Undercover jako Bobby (1 odcinek, 2001)
- Puls miasta jako detektyw Joel Stevens (23 odcinki 2002–2003)
- Uciekinierzy jako Paul (10 odcinków, 2006)
- The Kill Point jako Horst Cali (8 odcinków, 2007)
- Blue Bloods jako detektyw Danny Reagan (2010–2024)